# North Vancouver-Seymour (circonscription britanno-colombienne)
Pour les articles homonymes, voir North Vancouver (homonymie) et Seymour.
Circonscription électorale provinciale du Canada
North Vancouver-Seymour est une circonscription provinciale de la Colombie-Britannique représentée à l'Assemblée législative de la Colombie-Britannique représentée depuis 1966.

## Géographie
En 2020, la circonscription représente la parti est de la ville de North Vancouver jusqu'au fjord de Indian Arm, incluant l'ancienne localité de Bergs.

## Liste des députés
| Législature                                                      | Années                                                           | Député                                                           | Député                                                           | Parti                                                            |
| North Vancouver-Seymour Circonscription issue de North Vancouver | North Vancouver-Seymour Circonscription issue de North Vancouver | North Vancouver-Seymour Circonscription issue de North Vancouver | North Vancouver-Seymour Circonscription issue de North Vancouver | North Vancouver-Seymour Circonscription issue de North Vancouver |
| ---------------------------------------------------------------- | ---------------------------------------------------------------- | ---------------------------------------------------------------- | ---------------------------------------------------------------- | ---------------------------------------------------------------- |
| 28e                                                              | 1966–1969                                                        |                                                                  | Barrie Clark (en)                                                | Libéral                                                          |
| 29e                                                              | 1969–1972                                                        |                                                                  | Barrie Clark (en)                                                | Libéral                                                          |
| 30e                                                              | 1972–1975                                                        |                                                                  | Colin Gabelmann (en)                                             | Néo-démocratique                                                 |
| 31e                                                              | 1975–1979                                                        |                                                                  | Jack Davis                                                       | Créditiste                                                       |
| 32e                                                              | 1979–1983                                                        |                                                                  | Jack Davis                                                       | Créditiste                                                       |
| 33e                                                              | 1983–1986                                                        |                                                                  | Jack Davis                                                       | Créditiste                                                       |
| 34e                                                              | 1986–1991                                                        |                                                                  | Jack Davis                                                       | Créditiste                                                       |
| 34e                                                              | mars-oct.1991                                                    |                                                                  | Vacant                                                           | Vacant                                                           |
| 35e                                                              | 1991–1996                                                        |                                                                  | Daniel Jarvis (en)                                               | Libéral                                                          |
| 36e                                                              | 1996–2001                                                        |                                                                  | Daniel Jarvis (en)                                               | Libéral                                                          |
| 37e                                                              | 2001–2005                                                        |                                                                  | Daniel Jarvis (en)                                               | Libéral                                                          |
| 38e                                                              | 2005–2009                                                        |                                                                  | Daniel Jarvis (en)                                               | Libéral                                                          |
| 39e                                                              | 2009–2013                                                        |                                                                  | Jane Thornthwaite (en)                                           | Libérale                                                         |
| 40e                                                              | 2013–2017                                                        |                                                                  | Jane Thornthwaite (en)                                           | Libérale                                                         |
| 41e                                                              | 2017–2020                                                        |                                                                  | Jane Thornthwaite (en)                                           | Libérale                                                         |
| 42e                                                              | 2020–2024                                                        |                                                                  | Susie Chant (en)                                                 | Néo-démocratique                                                 |
| 43e                                                              | 2024–en cours                                                    |                                                                  | Susie Chant (en)                                                 | Néo-démocratique                                                 |

## Résultats électoraux

Frontière de la circonscription en 2015.
Frontière de la circonscription en 2023.